# مایینکا
مایینکا (به مجاری:  Mályinka) یک منطقهٔ مسکونی در مجارستان است که در ناحیه کازینتس‌بارتسیکا واقع شده‌است.